# Howie Reef
Howie Reef är ett rev på Stora barriärrevet i Australien.   Det ligger cirka 40 km nordost om Innisfail i delstaten Queensland.